# Zespół Dandy’ego-Walkera
Zespół Dandy’ego-Walkera (malformacja Dandy’ego-Walkera, ang. Dandy-Walker syndrome) – zespół (kompleks) wad wrodzonych tyłomózgowia, w którego skład wchodzi hipoplazja robaka móżdżku, poszerzenie komory czwartej i obecność torbieli w tylnym dole czaszkowym, wodogłowie oraz wysokie ustawienie namiotu móżdżku. W obrazie klinicznym DWS występują objawy móżdżkowe, oczopląs, opóźnienie rozwoju psychoruchowego, obniżenie napięcia mięśniowego, zez, krótkowzroczność i niedowłady nerwów czaszkowych.
Do kompleksu Dandy’ego-Walkera zalicza się następujące jednostki chorobowe:
- malformacja Dandy’ego-Walkera (ang. Dandy-Walker malformation)
- wariant malformacji Dandy’ego-Walkera (ang. Dandy-Walker variant)
- powiększony zbiornik wielki (ang. mega cysterna magna)
- torbiel pajęczynówkowa dołu tylnego czaszki.

Opisywano rodzinne występowanie DWS, dziedziczenie jest autosomalne recesywne. Chorobę opisali jako pierwsi Walter Dandy i Kenneth Daniel Blackfan w 1914, a także Arthur Earl Walker i John Taggart w 1942.